# Bandido (Miguel Bosé)
Bandido è il quinto album di studio (sesto, se considera la raccolta del 1982) che il cantante spagnolo Miguel Bosé pubblica in Italia, nel 1984, l'ultimo per l'etichetta CBS.

## Il Disco
Con quest'album, l'artista ex-bravo ragazzo prende le distanze dai suoi precedenti lavori, tutti caratterizzati da un pop/rock leggero e d'intrattenimento, nonché da ottave altissime, preferendo un registro molto più grave e testi notevolmente più cupi e introspettivi.
Il titolo Bandido può derivare da due diverse fonti: innanzitutto, la parola è una delle due che formano il titolo del pezzo Amante bandido, inserito nell'edizione spagnola (a cui corrisponde l'italiana Indio, in cui non c'è però traccia del lemma); inoltre, uno dei ritornelli del brano Sevilla contiene il verso "Bandido ¡ay! muero yo por ti" -"Bandito, ahi, io muoio per te!"-, inserito, nell'originale cantato in spagnolo, anche nell'edizione italiana, tra i ritornelli ripetuti nel finale di Siviglia (che per il resto è interamente cantata in italiano).
L'album uscito in Italia comprende nove canzoni, i cui testi sono tutti scritti da Aldrighetti e Avogadro (l'adattamento dell'unico brano in inglese è di Peter Hammill). I brani Miraggi e Odio vivere adagio vengono pubblicati anche in formato 45 giri, rispettivamente come Lato A e come Lato B. Tra i brani più noti, ci sono Siviglia e Indio, le cui versioni spagnole, Sevilla e Amante bandido furono dei grandi successi nei paesi di lingua ispanica (il secondo, soprattutto, lo lanciò definitivamente come artista di successo internazionale, nel 1985, l'anno successivo alla pubblicazione del 33 giri, in cui avverrà il cambio di casa discografica).
Anche se questo disco riprende, seppur parzialmente, la formula del mix di brani in inglese e brani in italiano, si tratta comunque di un lavoro assai diverso dai precedenti, anche per il fatto che l'usuale equilibrio tra le due lingue viene decisamente meno in questa sede, dove un solo brano in inglese è affiancato agli altri otto in italiano. Questo pezzo, intitolato South of the Sahara e posto in chiusura del Lato A, viene tra l'altro aggiunto soltanto in séguito, quando le registrazioni erano già quasi terminate, ricavato dal medley di due brani che originariamente non erano neanche in inglese.
Nonostante sia considerato ancora oggi l'album capolavoro di Bosé, Bandido non riscuoterà un grandissimo successo commerciale, acuendo la fase di lieve declino iniziata con l'album precedente e interrottasi soltanto nel 1994, esattamente dieci anni dopo, con il singolo Se tu non torni. Il pubblico italiano, in particolar modo, abituato alla formula di ragazzo pulito e pop/rock anglo-italiano d'intrattenimento, dimostra di non gradire molto la nuova direzione stilistica di Miguel, che oltre alla musica, cambia anche look, comparendo in pubblico con un lungo codino ossigenato e la barba lunga di qualche giorno.
In questo periodo, inoltre, per promuovere il difficile album, Miguel, ospite fisso di "Premiatissima '84", sull'allora giovanissima Canale 5, gira una serie di videoclip, molto colorati e altrettanto discussi, sia per i temi che per un look ai limiti del soft-porno, ma il lavoro stenta comunque a decollare in Italia. Un gigantesco successo internazionale ottiene invece soprattutto il video realizzato per Amante bandido (in cui Bosé interpreta un personaggio a metà tra un supereroe tecnologico e Indiana Jones), che diventa presto uno dei video più visti di tutti i tempi in Spagna.
Il long-playing esce, oltre che nelle versioni italiana e spagnola, anche in versione inglese e vede, tra gli altri, la collaborazione dei Matia Bazar, soprattutto nel brano Inverno, dove i membri del gruppo interpretano i cori, collettivamente accreditati, nella busta interna del disco, a una fantomatica 'Tribù' (oltre che ai singoli componenti); un ruolo particolare tra di loro è rivestito da Sergio Cossu, che partecipa attivamente sia come tastierista sia come compositore nella stesura di alcuni brani.
Cosciente del salto nel buio che si apprestava a fare (soprattutto in Italia), l'artista ispanico include la seguente nota sulla copertina dell'album: "Vorrei ringraziare Peter Hammill per il suo entusiasmo e la sua positività – vorrei anche ringraziare tutti quelli che si sono lasciati travolgere da quest'avventura e sono saltati sulla nave pur non sapendo dove s'andava a finire: autori, parolieri, musicisti & amici…".

## Tracce

### Lato A
1. Siviglia – 4:41 – (Aldrighetti/Avogadro; Cossu)
2. Indio – 4:31 – (Aldrighetti/Avogadro; Cossu/Ameli)
3. Odio vivere adagio – 4:54 – (Aldrighetti/Avogadro; Ameli/Colombo)
4. South of the Sahara – 4:10 – (Aldrighetti/Avogadro/Hammill; Vanni/D'Onofrio/Cossu/Colombo)

### Lato B
1. Miraggi – 4:08 – (Aldrighetti/Avogadro; Colombo/Battaglia/Schiappadori)
2. Fiesta siberiana – 3:45 – (Aldrighetti/Avogadro; Ameli/Colombo)
3. Che sia – 4:10 – (Aldrighetti/Avogadro; Vanni/D'Onofrio/Battaglia/Schiappadori)
4. Inverno – 4:15 – (Aldrighetti/Avogadro; Battaglia/Schiappadori)
5. Domine mundi – 4:05 – (Aldrighetti/Avogadro; Giagni)

## Formazione
- Miguel Bosé: voce, cori in A1, B4 & B5
- Paolo Costa: basso
- Alfredo Golino: batteria
- Franco Santamaria: percussioni
- Roberto Colombo: batteria elettronica, programmazione, sintetizzatore, tastiera cori in B1 (versione spagnola e italiana), B4 & B5
- Giorgio Vanni: chitarra, cori in A1 & B4
- Riccardo Giagni: chitarra acustica
- Loris Ceroni: basso
- Marco Colombo: chitarra
- Sergio Cossu: tastiera, cori in B4
- Tony Soranno: chitarra elettrica
- Massimo Luca: chitarra acustica, chitarra a 12 corde
- Alberto Mompellio: tastiera, violino elettrico, cori in B4
- Maurizio Giammarco: sassofono tenore, sassofono soprano
- Peter Hammill: cori in B1 (versione inglese), B4 & B5
- Gianmarco "Jerry" Pecoroni, Antonella Ruggiero, Giancarlo Golzi, Carlo Marrale: cori in B4 & B5
- Vittorio Jeroavante, Roberto Battaglia, Massimo Schiappadori: cori in B4

## Classifiche
| Classifica (1984) | Posizione massima |
| ----------------- | ----------------- |
| Italia            | 7                 |